# العلاج المعتم
العلاج المعتم هو عادة إبقاء الأشخاص  في عتمة تامة لفترات معينة من الوقت بغرض علاج بعض الحالات النفسية، يقوم جسد الأنسان بإفراز هرمون الميلاتونين المسؤول عن تنظيم الساعة البيولوجية في جسم الإنسان، حيث يدعي (بواسطة من !) البعض أن العلاج المعتم يقوم  بحجب الضوء الأزرق ذا الأطوال الموجية التي قد تعمل علي تكسير هرمون الميلاتونين، يدعي البعض أن هذه العملية تريح من متلازمة التعب المزمن والأرق وصداع الرأس.(في حاجة لمصدر ثانوي)
لقد كان وليد بحث في عام 1998 الذي اقترح أن تعرض البشر لفترات متتالية لظلمة منظمة يغير من مزاجيتهم, ومؤخراً وبعد اكتشاف خلايا الشبكية العقدية الحساسة الجوهرية شيع أن حجب الضوء أزرق اللون قد يكون له نفس التأثير، كعلاج محتمل لإضطراب ثنائي القطب , أعتبر الباحثون المستكشفين للزجاج المانع للضوء الأزرق أن هذا العلاج لا يمكن له أن يحل محل العلاج النفسي بل قد يُعد إضافة له.